# Chiesa di San Giorgio (Luzzara)
La chiesa di San Giorgio è un edificio di culto cattolico situato in via Avanzi a Luzzara, in provincia di Reggio Emilia. È sede dell'omonima parrocchia del vicariato della Pianura della Diocesi di Reggio Emilia-Guastalla.

## Storia
L'Oratorio di san Giorgio era, tra l'VIII ed il IX secolo, un piccolo edificio ad una sola navata. Venne con ogni probabilità riedificata nella seconda metà del l'XI secolo e nel corso degli anni subì varie trasformazioni e rifacimenti; tuttavia rimane ancora l'abside in stile romanico della fine dell'XI secolo, sotto il quale, scavi effettuati nell'anno 2000 hanno portato alla luce una parte dell'antica cripta, profonda oltre 2 metri, in cui sono visibili le colonnine in cotto dove appoggiavano i volti, la pavimentazione romanica in cotto, alcune colonne in pietra e pilastri circolari in muratura. Sono visibili tracce di affreschi dei epoca medievale. La cripta era già sicuramente interrata nel XV secolo. 
Come si legge nella lapide posta nella terza cappella destra, nel 1521 la chiesa fu rinnovata con l'inserimento di colonne e pilastri nella navata per volere di Girolamo Arsago, cardinale e vescovo di Nicea ed abate commendatario della chiesa. 
Nel 1652 don Andrea Bassi, parroco di Luzzara, nella sua descrizione della chiesa, ci informa che l'edificio era a tre navate, era lungo 10 pertiche e largo 6 (circa 28 x 17 ml, mentre attualmente la chiesa è lunga circa 38 ml) ed aveva il tetto di assi e coppi a vista; con tutta probabilità era ancora l'edificio costruito ai tempi di Matilde di Canossa, e che poco dopo, a causa delle pessime condizioni statiche venne in parte riedificato. 
Nel 1655 venne costruita l'attuale cupola, alta 22 m, a copertura ottagonale. L'edificio romanico, seppur rimaneggiato varie volte venne demolito dalla cupola alla facciata del 1676 e ricostruito nella forma attuale dal parroco don Andrea Bassi, i lavori terminarono nel 1678. La chiesa venne consacrata nel 1726, come ricorda una lapide posta in un pilastro della cupola verso la cappella del rosario.

## Descrizione
La facciata, le pareti esterne e l'interno sono in puro stile barocco, quest'ultimo diviso in tre navate e con sei cappelle laterali, delle quali due parzialmente rinascimentali. 
Nella prima Cappella di destra vi è il fonte battesimale, in marmo del 1574, e un dipinto sul cui sfondo compare Luzzara vista dall'antica porta di accesso al castello si nota inoltre, il precedente campanile della chiesa, costruito nel 1566 e demolito nel 1909 perché pericolante; l'attuale è stato costruito nel 1911. .Alla destra del presbiterio vi è la principesca Cappella della Madonna del Rosario.
Di notevole fattura è l'altare maggiore in muratura e stucco, che fu rivestito di marmi policromi e madreperla nel 1794.
Dietro di esso vi è una tela del 1520 che raffigura la Madonna col Bambino in trono tra i Santi Giorgio e Girolamo in abiti da cardinale, la cosiddetta Pala Arsago, così chiamata dal nome della famiglia che la commissionò nei primi anni quaranta del Cinquecento in memoria del loro avo Girolamo, cardinale, vescovo di Nicea ed abate commendatario della chiesa.